# Paul Leyden
Paul Augustune Leyden (Melbourne, 16 december 1972) is een Australische acteur, filmregisseur, filmproducent en scenarioschrijver.

## Biografie
Leyden nam acteerlessen aan de National Institute of Dramatic Art in Sydney waarvan hij in 1998 afstudeerde. In 2000 verhuisde hij naar New York waar hij tussen 2000 en 2010 in 136 afleveringen de rol van Simon Frasier in de televisieserie As the World Turns speelde.
Leyden was van 2007 tot 2015 getrouwd, en in 2018 hertrouwde hij met de Franse actrice Alexia Barlier

## Filmografie

### Televisieseries
Uitgezonderd eenmalige gastrollen.
- 2010 – 2011 The Young and the Restless – als Blake Joseph – 17 afl.
- 2002 – 2010 As the World Turns – als Simon Frasier – 136 afl.
- 2009 Maneater – als Simon Taylor – 2 afl.
- 2008 Canal Road – als Spencer McKay – 13 afl.
- 2004 – 2005 LAX – als Tony Magulia – 11 afl.
- 1999 Tribe – als Andrew Jenkins – 4 afl.

### Filmregisseur
- 2022 R.I.P.D. 2: Rise of the Damned - film
- 2020 Chick Fight - film
- 2014 Come Back to Me - film
- 2013 - 2014 Cleaners - televisieserie - 13 afl.
- 2009 Bye Bye Sally – korte film

### Filmproducent
- 2017 Hunter's Prayer - film
- 2017 Snatch - televisieserie - 10 afl.
- 2013 - 2014 Cleaners - televisieserie - 7 afl.
- 2012 The Factory - film
- 2009 Bye Bye Sally – korte film

### Scenarioschrijver
- 2022 R.I.P.D. 2: Rise of the Damned - film
- 2016 StartUp - televisieserie - 1 afl.
- 2013-2014 Cleaners - televisieserie - 17 afl.
- 2014 Come Back to Me - film
- 2013 - 2014 Cleaners - televisieserie - 11 afl.
- 2012 The Factory - film
- 2009 Bye Bye Sally – korte film

- Bibliothèque nationale de France: cb167581651 (data)
- International Standard Name Identifier: 0000 0004 1663 0533
- Library of Congress Control Number: no2013085015
- Virtual International Authority File: 203433118
- WorldCat: E39PBJcKQ4FTMF8Xwpb7DhGbVC